# Jan Szarski
Jan Feliks Szarski (ur. 6 lutego 1915 w Krakowie, zm. 10 lipca 2000 w Warszawie) – potomek starego kupieckiego rodu krakowskiego. Absolwent Szkoły Handlowej w Krakowie, właściciel (wraz z kuzynem Stanisławem Szarskim) krakowskiej hurtowni win węgierskich i herbaty oraz słynnego w Krakowie sklepu kolonialnego „Szarski i Syn” mieszczącego się w Szarej Kamienicy na Rynku Głównym w Krakowie. Młodszy brat zoologa, prof. Henryka Szarskiego.
Jako plut.pchor.rez. 4 Pułku Strzelców Podhalańskich brał udział w kampanii wrześniowej w walkach z Armią Czerwoną.
W 1950 roku po likwidacji – z powodu nałożonego przez ówczesne władze podatku uznaniowego tzw. domiaru – istniejącej niemal sto lat rodzinnej firmy „Szarski i Syn”, uchodząc przed szykanami UB, przeniósł się do Warszawy i został pracownikiem Polskiego Komitetu Normalizacyjnego, a następnie aż do samej śmierci redaktorem technicznym Państwowych Wydawnictw Technicznych (PWT) – przekształconych w 1961 na Wydawnictwa Naukowo-Techniczne (WNT).
Jest autorem i redaktorem wznawianych do dziś słowników technicznych:
- Wielki słownik techniczny rosyjsko-polski
- Słownik naukowo-techniczny rosyjsko-polski
- Słownik naukowo-techniczny polsko-francuski i francusko-polski
- Mały słownik techniczny francusko-polski, polsko-francuski

oraz redaktorem innych słowników technicznych jak:
- Słownik naukowo-techniczny niemiecko-polski
- Mały słownik informatyczny francusko-polski

Wraz z Szymonem Milewskim przetłumaczył z angielskiego biograficzne dzieło Normana Sherry'ego o życiu Josepha Conrada –  Wschodni świat Conrada
W 1994 roku napisał i wydał wspomnienia pt. Szarski i Syn opisujące historię tej rodzinnej firmy handlowej nierozerwalnie związanej z historią Krakowa.
Pierwszy mąż Anny z domu Szafer. Ich synem jest Władysław Szarski z Krakowa (ur. 1945) dyrektor Muzeum Obrony Wybrzeża.
Pochowany na cmentarzu Rakowickim w Krakowie, w grobowcu rodziny Szarskich - kwatera 12, rząd wschodni.